# کارخانه قند شازند
کارخانه قند شازند نام کارخانه‌ای است که در شهر شازند در استان مرکزی واقع شده است. این کارخانه، اولین کارخانه تولیدی استان مرکزی بود که در سال ۱۳۱۷ خورشیدی تأسیس شد. این کارخانه بعد از انقلاب مصادره و به نام بنیاد مستضعفان شد.

## تاریخچه
ظرفیت این کارخانه در سال ۱۳۴۰ خورشیدی به ۲۵۰۰۰ تن، در سال ۱۳۴۵ خورشیدی به ۵۴۰۰۰ تن و در سال ۱۳۵۵ به ۶۸۰۰۰ تن رسیده بود. میزان ظرفیت تولید در سال ۱۳۶۳ به ۲۴۰۰۰۰ تن رسید. مساحت کارخانه ۱۴ هکتار بوده و ماشین‌آلات مورد نیاز را از کشور چکسلواکی سابق و آلمان غربی تهیه کرده بودند. در آن زمان به دلیل دور بودن محل کارخانه از نقاط شهری، مسئولان این کارخانه اقدام به ساخت شهرک در اطراف آن کردند.

## تعطیلی کارخانه
از جمله عوامل تعطیلی این کارخانه صفرشدن تعرفه واردات شکر، عوامل مالی و سوء مدیریت، آن بود. واردات بی‌رویه شکر با نرخ پایین توسط رانت خواران که به موضوع سلطان شکر در ایران مشهور شده است. ضمن اینکه این کارخانه از چغندر استفاده می‌کرد، گرانی حامل‌های انرژی مانند مازوت و گاز طبیعی باعث شد تا این کارخانه نتواند به حیات خود ادامه دهد، چرخه تولید آن در بهمن ماه سال ۱۳۸۹ از حرکت بازایستاد و فعالیت آن پس از ۷۳ سال به‌طور کامل متوقف شد. بر اثر تعطیلی کارخانه ۳۰۰ نفر از پرسنل آن بیکار شدند.